# Mata Coyol
Mata Coyol är en ort i Mexiko.   Den ligger i kommunen Tierra Blanca och delstaten Veracruz, i den sydöstra delen av landet, 290 km öster om huvudstaden Mexico City. Mata Coyol ligger 127 meter över havet och antalet invånare är 334.
Terrängen runt Mata Coyol är platt, och sluttar österut. Runt Mata Coyol är det ganska tätbefolkat, med 65 invånare per kvadratkilometer. Närmaste större samhälle är Acatlán de Pérez Figueroa, 18,8 km sydväst om Mata Coyol. Trakten runt Mata Coyol består till största delen av jordbruksmark.